# Segelfluggelände Farrenberg

i7
i11
i13
Das Segelfluggelände Farrenberg ist ein Flugplatz, der in erster Linie für den Segelflug genutzt wird. Das Areal befindet sich im Süden Baden-Württembergs nahe der Stadt Mössingen auf dem Farrenberg. Es handelt sich um ein Segelfluggelände mit der Ausnahmegenehmigung für den Flugzeugschlepp und damit verbundene Motorflüge (z. B. Platzrunden zu Übungszwecken).
Das Segelfluggelände Farrenberg liegt 800 Meter über dem Meeresspiegel in einem Landschaftsschutzgebiet. Die exponierte Lage auf dem Farrenberg erlaubt den Segelfliegern einen Start rund 500 Meter höher als von den umliegenden Segelfluggeländen. Bei leichtem Wind bietet der Berg auf der Luv-Seite in der Regel Hangaufwind, mit dessen Hilfe die Segelflieger zusätzlich zur Thermik Höhe gewinnen können.

## Start- und Landebahnen
Der Flugplatz verfügt über drei Start- und Landebahnen aus Gras. Die Start- und Landebahn für Motorflug, Flugzeugschlepp und Eigenstart hat eine Länge von 810 m und eine Breite von 30 m (Richtung 10/28). Weiterhin existieren nördlich davon eine östlich gelegene 350 m lange und 40 m breite Landebahn (Richtung 10/28) und eine westlich gelegene 300 m lange und 40 m breite Landebahn (Richtung 28). Beide werden für Landungen von Segelflugzeugen verwendet. Segelflugzeuge starten per Flugzeugschlepp oder Windenstart.
Der Platz wird seit dem 23. August 1952 vom Flugsportverein Mössingen und vom Flugsportverein Tübingen betrieben. Die Pisten sind etwa einen Kilometer lang und verfügen über keine Befeuerung, so dass der Flugplatz fast ausschließlich für Tagesbetrieb und Sichtflug benutzt werden kann.

## Stromversorgung
Die Gebäude sind nicht an das Stromnetz angeschlossen. Die Stromversorgung erfolgte früher über einen Dieselgenerator und spätestens seit 2002 über eine 1 kWp Photovoltaikanlage, die im Sommer etwa 80 kWh Strom pro Monat produzieren kann, etwa 10-mal so viel wie verbraucht wird. Zwei Akkus mit insgesamt 48 V und ca. 500 Ah (20 kWh) dienen als Speicher. Über Wechselrichter wird daraus ein Drehstromsystem mit 400 V und 10,5 kW versorgt.
Im Zuge des 50-jährigen Jubiläums des Flugsportvereins wurde am 7. Juli 2002 die vermutlich erste Solartankstelle der Welt für Segelflugzeuge eingeweiht. Mit der Solarenergie wird ein eigenstartfähiges Segelflugzeug mit Elektroantrieb geladen, das pro Start etwa 2 kWh benötigt.

## Zwischenfälle
Am 15. April 2022 kam es am Segelfluggelände Farrenberg zu einem Absturz einer Robin DR 400/180 Régent. Der verantwortliche Pilot flog mit dem Motorflugzeug Platzrunden zu Übungszwecken. Beim Endanflug auf die Piste 28 sank das Flugzeug trotz voll ausgefahrener Landeklappen deutlich unter den vorgesehenen Gleitpfad, bevor sich bei 15 Metern Flughöhe der Gleitwinkel noch weiter erhöhte. Der Pilot gab später an, den Leistungshebel auf Vollgas geschoben zu haben, da er bemerkt hatte, dass die Drehzahl des Propellers im Landeanflug zunehmend absackte. Die Leistungserhöhung blieb offenbar wirkungslos, das Flugzeug stürzte rund 200 Meter vor der Landeschwelle auf den Boden und wurde vollständig zerstört. Der Pilot wurde mit schweren Verletzungen geborgen. Aufgrund der starken Zerstörung des Wracks durch den Aufprall konnte die Unfallursache nicht final ermittelt werden, lediglich ein Absturz infolge Kraftstoffmangels konnte ausgeschlossen werden.

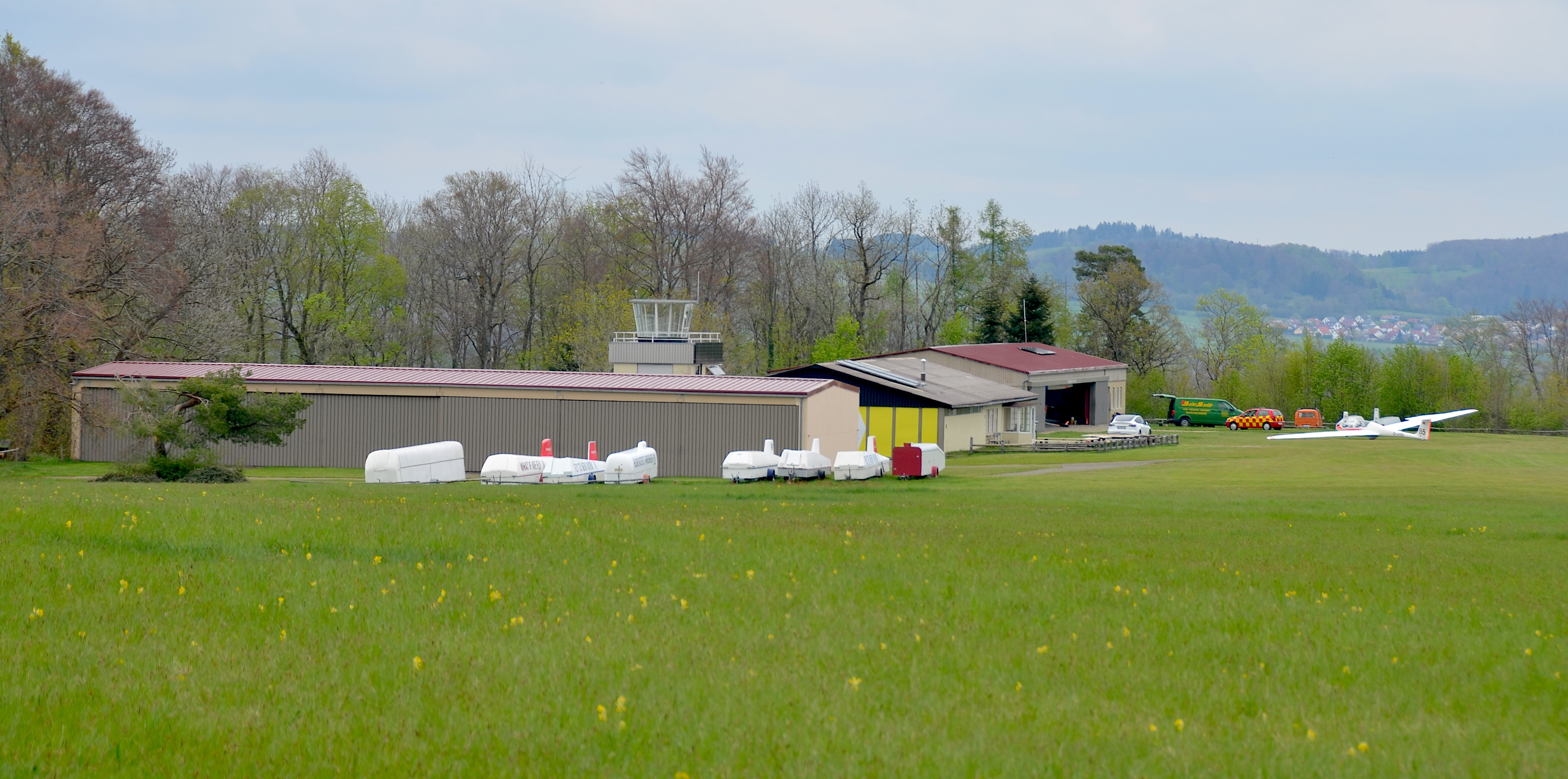
Gebäude des Flugsportvereins
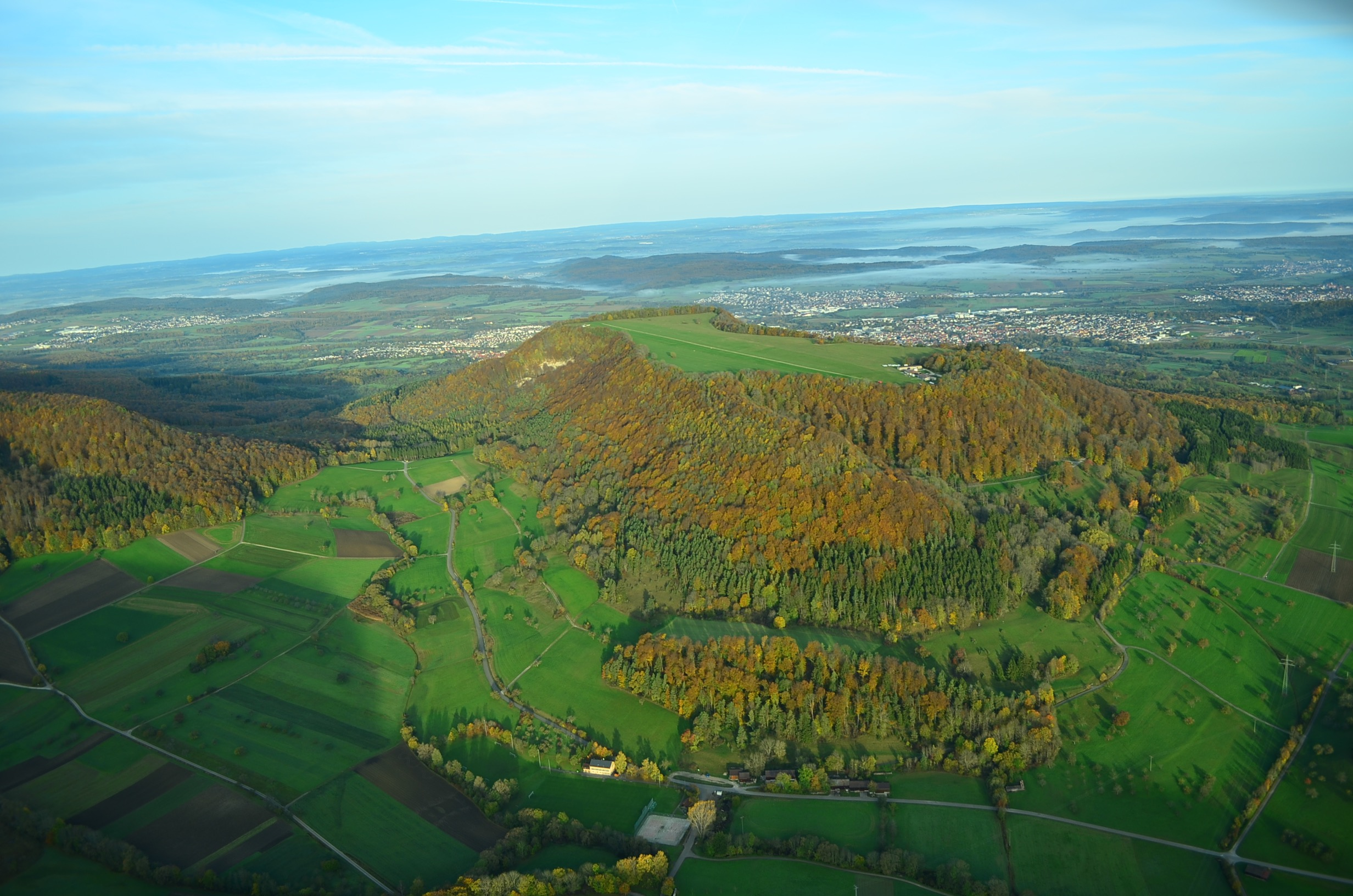
Farrenberg aus der Luft
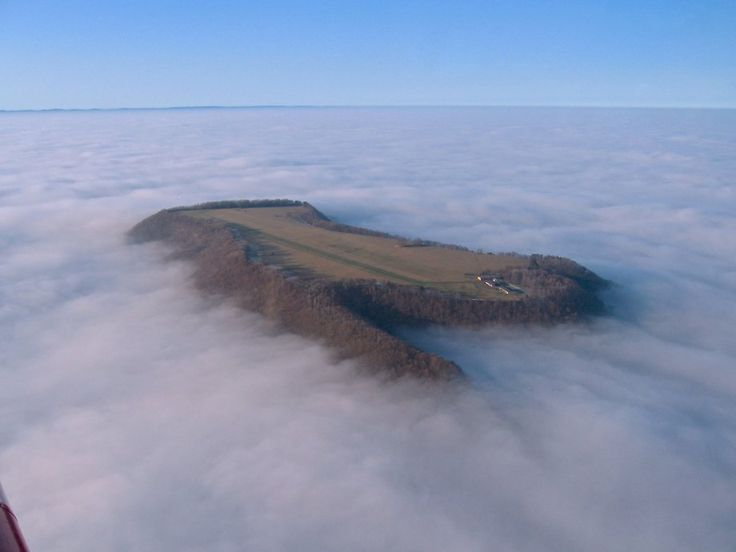
Farrenberg im Nebel